# These Days (песня Маккензи Портер)
«These Days» — песня канадской кантри-певицы Маккензи Портер, вышедшая 22 марта 2019 года на лейбле Big Loud Records. Песня попала в эфир канадского кантри-радио 25 июня 2019 года, а американского кантри-радио — 27 апреля 2020 года. Ремикшированная версия, выпущенная 13 марта 2020 года, попала в канадские чарты поп-, contemporary и взрослого хитового радио.

## Отзывы
Айнсли Дармон из ET Canada назвала песню «бодрящей мелодией», которая «предлагает ностальгию», а Billboard отметил «завораживающий вокал» Портер. Песня была названа кантри-песней недели (Top Country Pick of the Week) 27 сентября 2019 года.

## Коммерческий успех
Песня «These Days» заняла 44-е место в канадском рейтинге Canadian Hot 100 за неделю 27 октября 2020 года, став первым попаданием в национальный чарт после песни «Never Gonna Let You» в 2013 года. 21 декабря 2019 года песня стала хитом номер один в чарте Billboard Canada Country, сделав Портер первой канадской исполнительницей кантри с чарттопером, последовавшей за Шанайей Твейн в 1998 году. Эта песня стала первым попаданием Портер в чарты Hot Country Songs и Country Airplay в США. С ремиксом Портер стала первой канадской кантри-исполнительницей, попавшей в чарт канадского поп-радио со времён Твейн, и самым высоким поп-дебютом канадской кантри-исполнительницы со времён песни Твейн «Man! I Feel Like a Woman!» в 1999 году. В 2021 году песня «These Days» заняла первое место в чарте The Music Network’s Country Hot 50 в Австралии, став первой канадкой, возглавившей этот чарт со времён Твейн в 2005 году. 3 ноября 2020 года песня была сертифицирована Music Canada как платиновая с более чем 80 000 продаж, а в 2023 году получила статус дважды платиновой. По состоянию на ноябрь 2020 года песня получила более 14,5 млн потоков через Spotify.

## Музыкальное видео
Режиссёром клипа выступил Джастин Клаф, премьера состоялась 31 января 2020 года. Клип снимался в Уотертауне, штат Теннесси, в нём снялась Портер, а также актёр, изображающий её бывшего из песни.

## Чарты

### Еженедельные хит-парады
| Чарт (2019—2021)                   | Высшая позиция |
| ---------------------------------- | -------------- |
| Австралия Country Hot 50 (TMN)     | 1              |
| Канада (Canadian Hot 100)          | 44             |
| Канада AC (Billboard)              | 9              |
| Канада CHR/Top 40 (Billboard)      | 11             |
| Канада (Canada Country, Billboard) | 1              |
| Канада Hot AC (Billboard)          | 10             |
| США Hot Country Songs (Billboard)  | 45             |
| США Country Airplay (Billboard)    | 56             |

## Сертификации
| Регион                                                                      | Сертификация  | Продажи |
| --------------------------------------------------------------------------- | ------------- | ------- |
| Канада (Music Canada)                                                       | 2× Платиновый | 160 000 |
| Данные о продажах + прослушиваниях приведены только на основе сертификации. |               |         |